# Pietro Barilotto
Pietro Barilotto (Faenza, 1481 – Faenza, 1533) è stato uno scultore italiano.

## Biografia
Fu avviato dal padre all’attività plastica. Tra il 1504 e il 1509 risulta essere assente da Faenza, si suppone abbia trascorso tale periodo a Roma, dove avrebbe completato la sua formazione. Nel 1510 i documenti lo danno nuovamente presente a Faenza, impegnato ad eseguire un’opera ora perduta, a Sant'Andrea in Vineis, da allora lavorò con continuità nella sua città natale, salvo pochi interventi in altri centri romagnoli.
Nelle sue opere, per la maggior parte di destinazione funeraria seppe contemperare auliche strutture architettoniche, grandiosità e tensione delle figure, che evidentemente si esemplano sui modelli romani del Sansovino, con una preziosità decorativa delle superfici che riflette il tradizionale gusto degli intagliatori lombardi, ancora molto diffuso in Romagna. Lo stile del Barilotto trova gli accenti più personali nell’incisività dei ritratti, forse i più interessanti della scultura emiliana del ‘500 nei loro tratti marcati d’una veridicità aspra e tagliente, che non fu sempre compresa e gli valse il giudizio sprezzante del Venturi.
La qualità materiale delle sue opere appare complessa, nel bianco della pietra d’Ischia, su cui di norma lavorava, son spesso incastonati dischi di marmi policromi e talora, insolitamente, accanto alle figure intagliate nella pietra son poste statue e bassorilievi modellati in terracotta. Nei numerosi contratti, trascritti dal Grigioni, l’impiego dei vari materiali risulta sempre minuziosamente pattuito coi committenti.
Quasi all’inizio della sua attività fu particolarmente importante la sua partecipazione ai lavori della famosa cappella “Lombardina” a San Francesco di Forlì, disegnata dal Palmezzano, affrescata dal Genga, collo splendido pavimento maiolicato, per la quale gli fu commissionato il monumento funebre del Lombardini. A seguito della demolizione dell’edificio nel 1815 gli arredi andarono dispersi, dopo varie vicende il sarcofago finì al ms. Jacquemart-André di Parigi; si deve al Corbara l’identificazione dell’opera che reca la scritta: PETRUS BARILOTUS CIVIS FAVENTINUS HOC OPUS FACIEBAT.
Capolavoro della prima maturità è da considerarsi il grandioso monumento per il vescovo Pasi, dalle “candelabre” preziosamente intagliate che furono assai ammirate nel 1700 dall’Algarotti, già nella chiesa di Santa Maria dei Servi di Faenza, poi ricostruito in una cappella del Cimitero faentino. Tale finezza d’intagli caratterizza anche l’acquasantiera nella navata di destra del duomo di Faenza. Per l’eleganza della struttura, ma soprattutto per la pungente acutezza del ritratto il monumento al giureconsulto Bosi è da considerarsi l’opera più originale del Bosi. Negli ultimi anni lavorò in collaborazione con P. Marfini.

## Opere
- Monumento al vescovo Rinaldo Graziani (1531-1532), Parrocchiale, Cotignola
- Monumento di Africano Severoli (1523-1523), firmato, Duomo, Faenza
- Monumento del vescovo Giacomo Pasi (1529-1531 - opera n. 4 della pagina), firmato, Cimitero, Faenza
- Monumento di Giuliano Camerario (1533), Pinacoteca, Faenza
- Acquasantiera (1536), Duomo, Faenza
- Monumento di Giovan Battista Bosi (1538-1542), firmato, Duomo, Faenza
- Lastra tombale di Anna Quarantini, (1544), Duomo, Faenza
- Fonte Battesimale, in collaborazione con Piero Marfini, (1545-1546), Faenza
- Monumento di Bartolomeo Pasi, completato dopo il 1522 da P. Marafini, Pinacoteca, Faenza
- Bassorilievo con Padre Eterno entro disco, attribuita, Pinacoteca, Faenza
- Frammenti del portale di San Bernardo, Pinacoteca, Faenza
- Sarcofago di Bartolomeo Lombardini, (1516-1518), ms. Jacquemart André, Parigi